# 類斯·辣法厄爾一世·薩科
類斯·辣法厄爾一世·薩科（1948年7月4日—）本名路易斯·薩科（英語：Louis Sako），第106任加色丁禮天主教巴比倫宗主教區宗主教。

## 生平
類斯·薩科是亞述人，在任命為主教前，他曾請求覲見當時的伊拉克總統萨达姆·侯赛因批准他進行宗教教育工作，後來萨达姆拒絕，但路易·薩科於是就修讀幾乎沒有宗教內容的獨立博士學位，令政府給予他教學執照進行宗教教育。
2018年5月20日，教宗方濟各宣佈將薩科擢升為樞機。樞機冊封典禮將會在同年6月29日舉行。
教宗方濟各於2019年2月22日任命他為宗座宗教協談理事會成員。